# Бальдур Праймль
Бальдур Праймль  (нім. Baldur Preiml; 8 липня 1939 — 27 січня 2025) — австрійський стрибун з трампліна, олімпійський медаліст.

## Виступи на Олімпіадах
| Олімпіада     | Дисципліна             | Місце |
| ------------- | ---------------------- | ----- |
| Інсбрук 1964  | інд., норм. трамплін   | 13    |
| Інсбрук 1964  | інд., великий трамплін | 18    |
| Гренобль 1968 | інд., норм. трамплін   | 3     |
| Гренобль 1968 | інд., великий трамплін | 48    |